# Rollinsford
Rollinsford est une municipalité américaine située dans le comté de Strafford au New Hampshire. Selon le recensement de 2010, sa population est de 2 527 habitants.

## Géographie
La municipalité s'étend sur 7,59 milles carrés (19,66 km2), dont 0,30 milles carrés (0,78 km2) d'étendues d'eau.

## Histoire
Rollinsford fait partie de Dover (1641) puis de Somersworth (1729) avant de devenir une municipalité indépendante en 1849. Elle est nommée en l'honneur d'Edward H. Rollins (en) et son épouse, Ellen West Rollins.